# Kreiensen
Kreiensen är en tätort i staden Einbeck som ligger i Landkreis Northeim i det tyska förbundslandet Niedersachsen. Kreiensen, som för första gången nämns i ett dokument från år 1318, hade 2 480 invånare år 2011. Kreiensen ingick i kommunen med samma namn fram till 1 januari 2013 när kommunen uppgick i staden Einbeck. Kommunen hade 6 846 invånare 2012.